# 1767
1767. је била проста година.

## Догађаји

### Јануар
- 1. јануар — Прво годишње издање Наутичког алманаха и астрономских ефемерида, издато од стране британског краљевског астронома Невила Маскелина из Гриничке опсерваторије, што је навигаторима омогућило да одређују географску дужину на морима коришћењем табела месечеве удаљености.[1]

### Јул
- 3. јул — Острво Питкерн у Великом тихом океану први пут сигурно уочено од стране Европљана са брода „ХМС Сволоу“.
- 3. јул — Изашао први број Адресеависена, најстаријих норвешких новина које и даље излазе.

## Рођења

### Март
- 15. март — Ендру Џексон, амерички генерал и 7. председник САД

### Јул
- 11. јул — Џон Квинси Адамс, 6. председник САД